# مقاطعة جيفرسون (ميسيسيبي)
مقاطعة جيفرسون هي مقاطعة في مسيسيبي، بلغ عدد سكانها 7٬726  نسمة، في 2010، عاصمتها فايت، تبلغ مساحتها 1٬365 كيلومتر مربع.

## الموقع
تشترك في الحدود مع:
- مقاطعة كليبورن (ميسيسيبي)
- مقاطعة آدامز
- مقاطعة فرانكلين (ميسيسيبي).

## التقسيمات الإدارية
- فايت.